# Meldon (Northumberland)
Meldon – wieś i civil parish w Anglii, w hrabstwie Northumberland, w dystrykcie (unitary authority) Northumberland. Leży 23 km na północny zachód od miasta Newcastle upon Tyne i 419 km na północ od Londynu. W 2011 roku civil parish liczyła 248 mieszkańców. W granicach civil parish leżą także Longshaws, Newton Park, Newton Underwood, Nunriding, Pigdon, Rivergreen i Throphill